# Напади НОВЈ на Штампетов вијадукт
Штампетов вијадукт (или Штампетов мост) је објект на прузи Љубљана - Постојна између Верда и Доњег Логатеца. Овом комуникацијом дневно је пролазило педесетак транспорта, а у периодима највеће фреквенције и 80 - 100 композиција у оба правца. Услед значаја ове комуникације Италијани, а након њихове капитулације Немци изградили су бункере и држали јаке посаде ради заштите овог објекта. Упркос томе, снаге НОВЈ успеле су у три наврата (14. октобра 1943, 12. јуна 1944. и 26. септембра 1944) да савладају обезбеђење и минирају овај објекат, прекинувши сваки пут саобраћај на две до три недеље.

## Значај вијадукта
Хитлерова Немачка анектирала је 1941. северни део Словеније, тако да је преко средине Словеније прелазила граница Рајха. Хитлер је сматрао да је излаз на топла мора преко Тршћанског и Кварнерског залива од виталног значаја за одбрану Рајха, па му је посвећивао посебну пажњу. Систем комуникација које повезују Тршћански и Кварнерски залив са Љубљаном и Загребом, и даље са Марибором и Вараждином, сматран је неопходним за одбрану Рајха, па је у одбрани Рајха имао највиши приоритет.
Искрцавањем Савезника у Италији 1943. ова комуникација добила је на значају, јер су Немци били принуђени да се заштите од евентуалног искрцавања Савезника у тршћанско-кварнерском подручју са претњом продора најкраћим путем у област Беча.
За одбрану тршћанског и кварнерског залеђа од јесени биле су задужене снаге Оперативне зоне јадранско приморје, а од јесени 1944. 97. армијски корпус Групе армија Ц и СС и полицијски вођа Одило Глобочник.

## Напади на вијадукт

### Први напад
Први напад на вијадукт извела је 14. словеначка дивизија 14. октобра 1943. Прва словеначка бригада Тоне Томшич, уз обезбеђење осталих бригада дивизије и ватрену подршку дивизијског артиљеријског дивизиона. Друга бригада Љубо Шерцер вршила је обезбеђење од Врхнике, Трећа бригада Иван Градник од Ракека, 13. бригада од Боровнице. Напад је почео у 6,25 часова и за четири часа борбе уништени су ватрени положаји немачких топова и одбрамбени бункери и митраљеска гнезда. Минери су се привукли мосту и почели постављање експлозива још док је трајала борба, под заштитом ватре Прве бригаде и артиљеријског дивизиона. Вијадукт је порушен у дужини од 30 метара, па је саобраћај преко њега био прекинут до 28. октобра.

### Други напад
Друго рушење извршила је 15. словеначка дивизија 12. јуна 1944. У овом нападу учествовала је екипа савезничких минера предвођена Питером Муром. Акција је изведена на захтев савезничког команданта генерала Александера, заједнички је планирана и синхронизована са савезничким дејствима у Италији. Након получасовне артиљеријске ватре Прве словеначке артиљеријске бригаде, Пета бригада Иван Цанкар напала је и порушила бункере око моста и уништила немачке посаде у њима, а уз помоћ минера срушила је један потпорни стуб и два лука. Истовремено Четврта бригада Матија Губец и 15. бригада извршиле су демонстративни напад на немачка упоришта у Логатецу, односно Верду и на око 100 места порушиле пругу између ових упоришта и Штампетовог вијадукта. Делови 15. бригаде уништили су и оклопни воз који је интервенисао из Боровнице, док је други оклопни воз заустављен пред порушеном пругом. Немцима је требало 22 дана да оправе Штампетов вијадукт и изграде нове бункере.
О акцији је писао бригадир Фицрој Маклејн, шеф савезничке војне мисије у својој књизи сећања енгл. Eastern Approaches (код нас преведено као „Рат на Балкану"):
Питерово познавање и искуство добро ми је дошло кад сам, нешто касније, добио упутства од генерала Вилсона да замолим Тита да његови људи нападну Штампетов мост, један од главних вијадуката на прузи Трст — Љубљана — акција која се мора обавити у исто време кад и извесне акције генерала Александера у Италији. Тито се одмах сложио и издао је сва потребна наређења својим командантима у Словенији. После разговора са Муром о предложеној акцији, одлучио сам да га пошаљем опет у Словенију, где би био непосредна веза са јединицама које изводе акцију, а исто тако да им помогне техничким саветима, за шта је он, као инжињерац, био сасвим квалификован, нарочито за рушења објеката.
Мур је био очаран овим и пошто се снабдео фотографијом вијадукта и свим другим расположивим обавештењима, кренуо је на посао да израчуна количину експлозива потребну за онеспособљавање вијадукта за дуже време. Ускоро се показало да је ова акција веома тешка. Знало се да је вијадукт добро чуван. Штавише, он је тако изграђен да ће бити потребне знатне количине снажног експлозива да би се нешто постигло. Зато је договорено да се потребан материјал допреми падобраном у Словенију, а Мур је пошао на север испуњен уобичајеним професионалним ентузијазмом.
Недељу дана нисмо ништа чули. Онда је стигла депеша од Мура којом је јављао да су стигли, да су разговарали о плановима са локалним командантом, да је стигао материјал, да је све спремно за акцију, којој смо дали шифрован назив „Медвеђе крзно“, и да ће се извести одређеног дана. Пренео сам ову вест генералима Вилсону и Александеру. Затим смо са стрепњом чекали даље вести.
Вести, кад су стигле, биле су углавном добре и зато сам пожурио да их пренесем Титу. После дугог и вештог подилажења, партизани су извршили јуриш на вијадукт и, поред снажног отпора, везали су непријатеља довољно дуго да поставе и активирају експлозив. Кад су се најзад повукли, мост је био срушен, и тако ће, вероватно, остати дуже време. Мур је био пун похвала за партизане, за које је рекао да су имали вешто командовање и да су се борили с великом храброшћу и одлучношћу.
Касније је Тито добио извештај о овој акцији од Главног штаба Словеније. Он се разликовао од Мурове верзије само по томе што је изражавао одушевљење о улози коју је Мур одиграо у планирању и извођењу операције.
Касније смо чули из Италије да је рушење вијадукта постигло свој циљ. Због тога је железничка веза доста дуго била онемогућена и непријатељ није могао да је користи у критичној фази операција. Од генерала Александера стигла је и порука захвалности коју смо одмах пренели свим заинтересованим. За своју улогу у овој акцији, Мур је добио сасвим заслужени Крст за изванредне заслуге.

### Трећи напад
Трећи напад на Штампетов вијадукт извела су 26. септембра 1944. Десета (Љубљанска) бригада и Јуришни батаљон 18. дивизије, док је Девета бригада обезбеђивала правце према Боровници и Ракеку. Током двочасовне борбе, од 17 до 19 часова, Десета бригада је заузела и уништила бункере из којих је успео да побегне већи део немачке и домобранске посаде. Минери су срушили један потпорни стуб и два лука и онеспособили Штампетов вијадукт за саобраћај у току 20 дана.